# 조진구
조진구(1969년 2월 10일 ~)는 OB 베어스의 전 야구 선수다. 배명고등학교를 졸업했다. 현재 팀업캠퍼스 야구리그의 운영위원장을 맡고 있다.

## 같이 보기
- 1989년 OB 베어스 시즌